# Juan Carlos Villamayor
Juan Carlos Villamayor (Caaguazú, 5 maart 1969) is een voormalig Paraguayaans voetballer.

## Paraguayaans voetbalelftal
Juan Carlos Villamayor debuteerde in 1993 in het Paraguayaans nationaal elftal en speelde 18 interlands.